# Micraspis acicola
Micraspis acicola är en svampart som beskrevs av Darker 1963. Micraspis acicola ingår i släktet Micraspis, ordningen disksvampar, klassen Leotiomycetes, divisionen sporsäcksvampar och riket svampar.   Inga underarter finns listade i Catalogue of Life.